# Férin
Férin är en kommun i departementet Nord i regionen Hauts-de-France i norra Frankrike. Kommunen ligger i kantonen Douai-Sud som tillhör arrondissementet Douai. År 2022 hade Férin 1 441 invånare.

## Befolkningsutveckling
Antalet invånare i kommunen Férin
| Referens: INSEE |